# Долинські
Долинські (рос. Долинские) — козацько-старшинський, а надалі і дворянський рід.

## Походження
Нащадки військового товариша Івана Сученка (друга пол. XVII ст.). За родинними переказами, їх предок гербу «Побуг» виїхав з Речі Посполитої та оселився в Гетьманщині в м. Батурині. Син родозасновника — Яків Іванович (?–1729) — батуринський сотник (1713) та бунчуковий товариш (1724—1729), онук — Карпо Якович (?–1727) — бунчуковий товариш. Син Карпа Яковича — Григорій Карпович (бл. 1722—1799) — ніжинський полковий осавул (1745—1762) та підкоморій Батуринського повіту (1764—1767). 1767 р. у зв'язку з виборами до Комісії законодавчої 1767—1768 очолив автономістський рух ніжинського та батуринського шляхетства, за що зазнав утисків з боку царської адміністрації — засуджений на довічне ув'язнення, але амністований. Пізніше зробив успішну кар'єру — член 2-ї Малоросійської колегії (1783), голова Новгород-Сіверського намісницького верхнього земського суду (1787), статський радник (1796). Його син — Іван Григорович (1746—1809) — член Петербурзької АН (1794), віце-президент Комерц-колегії (1799—1809), таємний радник (1802). Йому належать переклади з німецької мови кількох розділів із «Сокращенной географии» А. Бюшинга — «О географии вообще», «О Европе», «О Российской империи» (М., 1766) та праці Г.-Ф. Міллера «О народах, издревле в России обитавших» (СПб., 1773).
Рід внесено до 6-ї частини Родовідної книги Чернігівської губернії.

## Опис герба
У щиті, що має блакитне поле, зображені золотий хрест і під ним підкова того ж металу шипами вниз (Побуг зм.).
Щит увінчаний дворянськими шоломом і короною, на поверхні якої видно до половини собака, що виходить у золотому нашийнику. Намет на щиті блакитний, підкладений золотом.
Герб внесено до 7-ї частини «Общего гербовника дворянских родов Всероссийской империи».